# Аббатство Аренсбёк
Аббатство Аренсбёк (нем. Kartause Ahrensbök) — картезианский монастырь в Аренсбёке в Гольштейне, Германия.

## История

### Монастырь
Монастырь был основан в 1397 году. Поместья, которым он был наделен, доходили до Шарбойца на Любекском заливе.
Во время Реформации монастырь был секуляризован и вместе с его имениями попал в руки Иоанна II, герцога Шлезвиг-Гольштейн-Зондербурга в 1584 году, который снёс здания.

## Замок
Строительные материалы были использованы между 1593 и 1601 годами для строительства замка в Аренсбёке, Шлосс Хоппенбрук, который был главной резиденцией между 1623 и 1636 годами правителя вновь образованного герцогства Шлезвиг-Гольштейн-Зондербург-Плён, в то время как новый замок герцога Ганса II в Плёне находился в стадии строительства. Как только строительство замка Плён было окончено, герцогская резиденция была перенесена туда из Аренсбёка, оставив замок Хоппенбрук в качестве второстепенной резиденции.
После смерти там в 1740 году герцогини Юлианы Луизы, вдовы Иоахима Фридриха, герцога Шлезвиг-Гольштейн-Зондербург-Плёна, замок Хоппенбрук был разрушен. Ратуша Аренсбёка теперь стоит на его месте, в парке, в котором все ещё можно разглядеть канавы от предыдущего замкового комплекса.

## Монастырская церковь
Единственным сохранившимся зданием со времен картезианцев является кирпичная готическая церковь Святой Марии-Мариенкирхе, которая фактически была построена в первой четверти XIV века и, таким образом, предшествовала самому монастырю: когда был основан Чартерхаус, он был передан для использования в качестве монастырской церкви. Его расширяли несколько раз, и в 1400 году был добавлен полигональный квир. Башня с надписью на песчаниковой табличке над порталом была построена только в 1761 году.